# راکوش‌منته
راکوش‌مِنته (به مجاری:  Rákosmente) ناحیهٔ ۱۷ از ۲۳ ناحیهٔ بوداپست در مجارستان است. راکوش‌مِنته ۵۴٫۸۲ کیلومتر مربع مساحت و طبق آمار اول ژانویهٔ سال ۲۰۱۹، ۸۷٬۶۷۳ نفر جمعیت دارد.

## خواهرخوانده
- گئورگه، رومانی
- شهرستان کروسنو، لهستان
- لووران، کرواسی